# Hopliocnema
Hopliocnema é um gênero de mariposa pertencente à família Bombycidae.